# سرت به کار خودت باشه
سرت تو کار خودت باشه (به انگلیسی: Mind your own business) یک ضرب‌المثل رایج انگلیسی است که خواستار احترام به حریم شخصی دیگران است. این ضرب‌المثل می‌گوید که فرد باید از دخالت کردن در چیزی که به او ربطی ندارد و بر او تأثیر نمی‌گذارد، دست بردارد.

## ریشه
عبارت یونانی πράσσειν τὰ ἴδια، که در نامه اول سنت پل به تسالونیکیان نوشته شد، معمولاً به عنوان «سرت به کار خودت باشه» ترجمه می‌شود.
اولین سکه‌ای که توسط ایالات متحده ضرب شد و به طور رسمی به گردش درآمد، سنت فوجیو نام دارد که ضرب‌المثل «سرت به کار خودت باشه» بر روی سکه حک شد.